# Joachim A. Scholz
Joachim A. Scholz, nemški poslovnež, * ?.

## Odlikovanja in nagrade
Leta 1998 je prejel častni znak svobode Republike Slovenije z naslednjo utemeljitvijo: »za zasluge pri sodelovanju Republike Slovenije in Zvezne republike Nemčije ter za uspešno vodenje mešanega podjetja Bayer Pharme iz Ljubljane«.